# Ad Hazewinkel
Adde (Ad) Hazewinkel (Zutphen, 8 december 1924 – Hilversum, 5 december 1994) was een Nederlands journalist en nieuwslezer voor het ANP.

## Levensloop
Hazewinkel werd geboren in Zutphen als zoon van Hendrik Hazewinkel en Willemke Lok. Hij groeide op in Arnhem. Daar bouwde hij in eerste instantie aan een loopbaan bij Rijkswaterstaat. Na vele jaren van proberen en solliciteren bij de Nederlandse Radio Unie (de voorloper van de NOS) lukte het hem in 1960 uiteindelijk om terecht te komen bij de Radionieuwsdienst van het ANP.
Hazewinkel werd aangesteld als bureauredacteur. Een jaar later mocht hij voor het eerst ook gaan nieuwslezen. In eerste instantie was dat geen succes: zenuwen, versprekingen en een nog te duidelijk aanwezig accent. Daarop werd hij weer "van zender gehaald" om eerst verder te werken aan zijn presentatie-vaardigheden. Pas veel later keerde Hazewinkel terug in de ether, maar de coaching wierp wel vruchten af: hij groeide uit tot een van de meest markante nieuwsstemmen van de jaren 60 en 70. In de loop der jaren werd Hazewinkel ook steeds vaker gevraagd als voice-over bij tv-programma's en bedrijfsfilms. In 1986 besloot hij gebruik te maken van de mogelijkheid om vervroegd met pensioen te gaan. Begin 1987 las Hazewinkel zijn laatste uitzendingen bij het ANP. Het schnabbelwerk bleef hij daarna nog een aantal jaren doen.
In de vroege ochtend van 5 december 1994 overleed Ad Hazewinkel in Hilversum op 69-jarige leeftijd aan een hartstilstand.
Ad Hazewinkel en zijn vrouw Froukje, die begin 2009 op 81-jarige leeftijd overleed, hadden zeven kinderen. Jongste zoon Jeroen Hazewinkel trad begin jaren 90 in vaders voetsporen als nieuwslezer. Sinds 2001 is ook hij werkzaam bij het ANP.